# 舍起靈
舍起靈（1634年—1710年），本姓魏，原名元都，後改蘊善，字起靈，號雲山，清朝伊斯蘭教經師。 

## 生平
舍起靈本名魏元都，幼時被一名穆斯林将领舍应举收為義子，改姓舍，開始信奉伊斯蘭教。師從常志美，經常应聘四處教學，講授阿拉伯文、波斯文。足迹遍及全國各地。康熙年間定居襄城縣石羊街。卒葬于河南襄城。譯有《醒迷錄》。